# Драго, Билли
Билли Драго (англ. Billy Drago; настоящие имя и фамилия — Уильям Юджин Берроуз-младший; 18 июля 1946, Хаготон, Канзас — 24 июня 2019, Лос-Анджелес, Калифорния) — американский актёр.

## Биография
Уильям Юджин Берроуз-младший родился 30 ноября 1945 года в Хьюготоне, штат Канзас, в семье Уильяма и Гладис Берроуз. В дальнейшем актёр взял для сценического псевдонима девичью фамилию бабушки (чтобы его не путали с уже известным на тот момент писателем Уильямом Берроузом). После окончания школы работал каскадёром. Затем Уильям поступил в Канзасский университет, после окончания которого работал на радио в Канаде и Нью-Йорке.
В 1979 году начал актёрскую карьеру в кинематографе. Принял участие в съёмках нескольких десятков фильмов и телесериалов, в том числе нескольких эпизодов телесериала «Зачарованные». Известен ролями в боевиках и триллерах различных преступников, маньяков, убийц.

## Личная жизнь
Драго был женат на актрисе Сильване Галлардо, которая умерла в январе 2012 года. У пары родился сын Даррен Юджин Берроуз, впоследствии также ставший актёром.
Умер 24 июня 2019 года в Лос-Анджелесе.

## Избранная фильмография
| Год       |    | Русское название                     | Оригинальное название               | Роль                 |
| --------- | -- | ------------------------------------ | ----------------------------------- | -------------------- |
| 1985      | ф  | Вторжение в США                      | Invasion U.S.A.                     | Мики                 |
| 1985      | с  | Детективное агентство «Лунный свет»  | Moonlighting                        | гангстер             |
| 1986      | с  | Блюз Хилл-стрит                      | Hill Street Blues                   | Лео                  |
| 1986      | ф  | Вамп                                 | Vamp                                | Снеговик             |
| 1987      | тф | В целях самообороны                  | In Self Defense                     | Эдвард Ривз          |
| 1987      | ф  | Неприкасаемые                        | The Untouchables                    | Фрэнк Нитти          |
| 1988      | ф  | Герой и Ужас                         | Hero And The Terror                 | доктор Хайуотер      |
| 1988      | ф  | Шоссе                                | Freeway                             | Эдвард Энтони Хеллер |
| 1988      | ф  | Тьма перед рассветом                 | Dark Before Dawn                    | лидер каббалистов    |
| 1988      | с  | Пятница, 13-е                        | Friday, The 13th: The Series        | Эдгар Ван Хорн       |
| 1992      | в  | Смертельный круг                     | Death Ring                          | Дентон Вэш           |
| 1992      | ф  | Без ума от оружия                    | Guncrazy                            | Хэнк Фултон          |
| 1993      | ф  | Спец по оружию                       | The Outfit                          | Лаки Лучано          |
| 1993      | в  | Киборг 2: Стеклянная тень            | Cyborg 2: Glass Shadow              | Дэнни Бенч           |
| 1993—1994 | с  | Приключения Бриско Каунти — младшего | The Adventures of Brisco County Jr. | Джон Блай            |
| 1995      | в  | Захват                               | The Takeover                        | Дэниел Стайн         |
| 1995      | ф  | Лунный полицейский                   | Lunarcop                            | Кей                  |
| 1995      | с  | Крутой Уокер: Правосудие по-техасски | Walker, Texas Ranger                | Бегущий Волк         |
| 1995      | ф  | Пропавшая школа                      | Drifting School                     | Томас Кинг           |
| 1996      | в  | Небесные воины                       | Sci-Fighters                        | Эдриан Данн          |
| 1999      | ф  | Король футбола                       | Soccer Dog: The Movie               | Деймон Флеминг       |
| 1999      | с  | Детектив Нэш Бриджес                 | Nash Bridges                        | Лу Гриссом           |
| 1999      | с  | Секретные материалы                  | The X-Files                         | Орел Питти           |
| 1999—2004 | с  | Зачарованные                         | Charmed                             | Барбас               |
| 2004      | в  | Дрожь земли 4: Легенда начинается    | Tremors 4: The Legend Begins        | Келли «Чёрная Рука»  |
| 2004      | ф  | Загадочная кожа                      | Mysterious Skin                     | Зик                  |
| 2006      | с  | Мастера ужасов, Отпечаток            | Masters of Horror                   | Кристофер            |
| 2006      | ф  | Семь мумий                           | Seven Mummies                       | Дрейк                |
| 2006      | ф  | У холмов есть глаза                  | The Hills Have Eyes                 | Папа Юпитер          |
| 2008      | с  | Сверхъестественное                   | Supernatural                        | док Бентон           |
| 2011      | ф  | Дети кукурузы: Генезис               | Children of the Corn: Genesis       | священник            |